# Hashemita
La hashemita és un mineral de la classe dels sulfats, que pertany al grup de la barita. Rep el seu nom pel regne Haiximita de Jordània, on es troba la localitat tipus.

## Característiques
La hashemita és un sulfat de fórmula química Ba(Cr,S)O₄. Va ser aprovada com a espècie vàlida per l'Associació Mineralògica Internacional l'any 1978. És un dels tres minerals essencials amb bari i crom, juntament amb la hawthorneïta i la redledgeïta. Cristal·litza en el sistema ortoròmbic. La seva duresa a l'escala de Mohs és 3,5. És el mineral anàleg amb bari de la tarapacaïta. Estequiomètricament relacionada amb la crocoïta i la cromatita.
Segons la classificació de Nickel-Strunz, la hashemita pertany a «07.FA - Cromats sense cations addicionals» juntament amb els següents minerals: tarapacaïta, cromatita i crocoïta.

## Formació i jaciments
Va ser descoberta l'any 1978 a la falla de Lisdan-Siwaga, a la regió de Hashem, Amman (Jordània). També ha estat trobada al desert del Nègueb (Israel) i a Nabi Musa (Cisjordània, Palestina). Sol trobar-se associada a altres minerals com: ettringita, apatita, bultfonteinita i calcita.